# Symmetroctena variegata
Symmetroctena variegata är en fjärilsart som beskrevs av Holloway 1979. Symmetroctena variegata ingår i släktet Symmetroctena och familjen mätare. Inga underarter finns listade i Catalogue of Life.